# Ztracené město

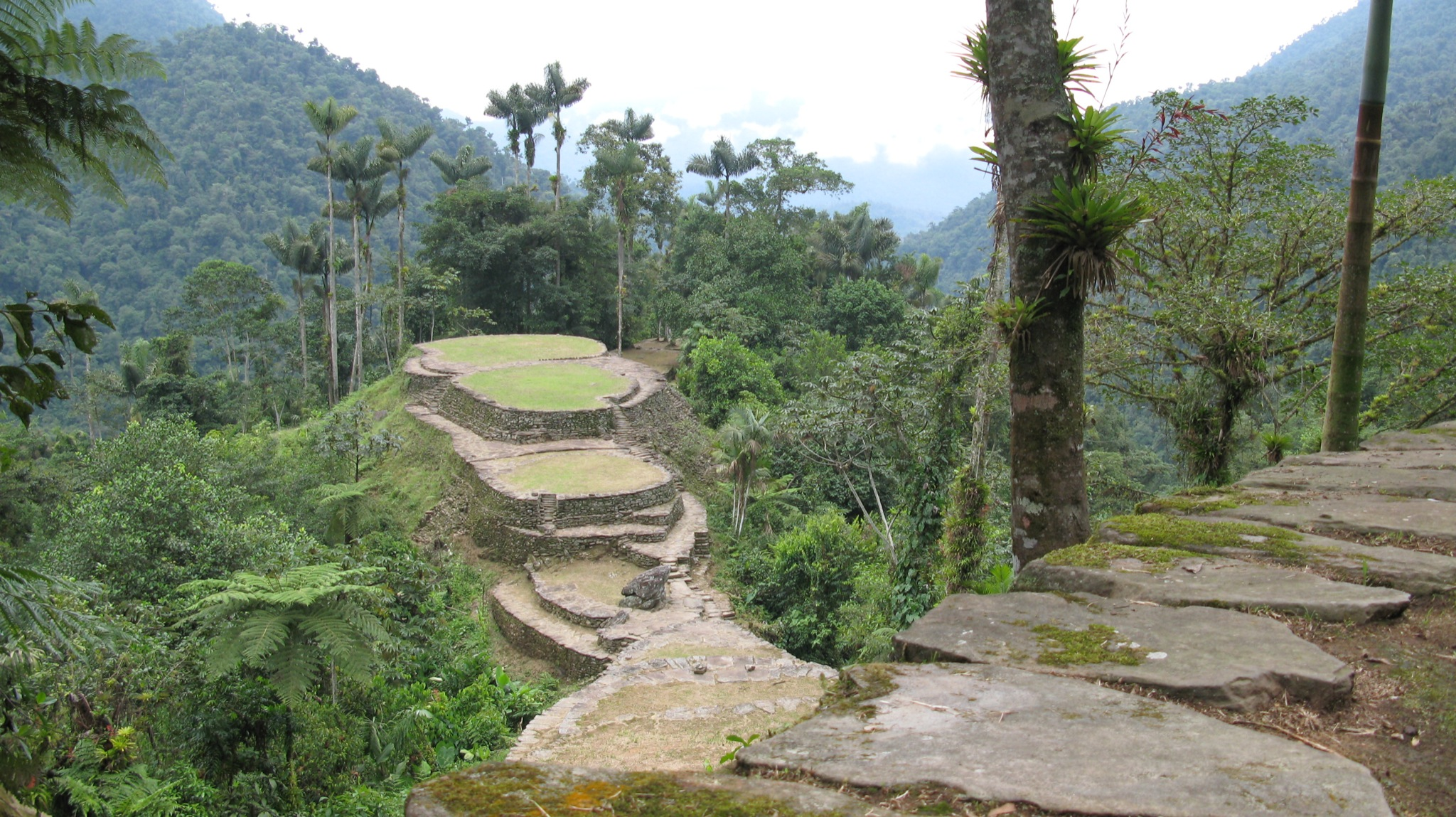
Ztracené město

Ztracené město neboli Ciudad Perdida, je vedle Údolí soch u San Agustínu nejvýznamnější předkolumbovskou historickou památkou v Kolumbii. Město bylo zřejmě založeno kolem roku 800, tedy asi o 650 let dříve než pověstné Machu Picchu. Toto místo, nazývané též Buritaca, leží hluboko v džungli v oblasti národního parku Sierra Nevada de Santa Marta. Zdejší Indiáni je nazývají Teyuna.
Ztracené město bylo objeveno teprve v roce 1972, když skupina místních lupičů pokladů narazila na kamenné schody stoupající vzhůru po úpatí hory a vydala se po nich. Tak objevili pradávné město, jež nazvali „Zelené peklo“. Když se na místním černém trhu začaly objevovat zlaté sošky a keramické nádoby, jež odtud pocházely, úřady město v roce 1975 objevily. 
Příslušníci zdejších kmenů Arhuaků, Kogiů a Arsariů tvrdí, že prý místo znali a pravidelně je navštěvovali. Jeho existenci však drželi v tajnosti, neboť je považovali za sídelní středisko svých předchůdců z kmene Taironů.
Jedná se o prastarý komplex 169 kamenných teras se schody a stavbami na vrcholcích hor, k nimž patří i síť dlážděných cest. Město bylo umístěno velice strategicky, tak aby obyvatelé mohli využívat výhod široké škály teplot a jednoduché dostupnosti všech přírodních zdrojů.
Jedinou možností, jak se do Ztraceného města dostat, je šestidenní výlet džunglí, jehož výchozím bodem je město Santa Marta v severokolumbijském departmentu Magdalena. Jedná se o přibližně 44 km dlouhý trek s častým strmým stoupáním a klesáním. Má obtížnost číslo 6, protože se cestou nocuje v džungli pouze v hamakách, za vysokých teplot a přítomnosti moskytů.